# I Love You, California
I Love You, California è un brano musicale pubblicato nel 1913 e oggi utilizzato come inno ufficiale della California.

## Storia
I Love You, California venne scritta da una sarta di nome Francis Beatty Silverwood (1863–1924) e composta dal direttore d'orchestra Abraham Franklin Frankenstein (1873–1934).
La prima a eseguire pubblicamente I Love You, California fu la soprano Mary Garden nel 1913; il brano venne anche eseguito sul SS Ancon, ricordato per essere stato il primo battello ad aver attraversato il canale di Panama.
Nel 1951 la Legislatura dello Stato della California designò I Love You, California inno ufficiale della California; nel 1987 il brano venne decretato per legge inno della California.

## Cover
Esistono diverse cover di I Love You, California. Molti anni prima che il brano diventasse un inno, la Victor Talking Machine Company aveva registrato diverse versioni della traccia tra le quali una dell'attrice Elsie Baker, registrata nel 1913. La Columbia registrò nello stesso anno un'altra cover della traccia firmata dai Peerless Quartet.